# 万寿地震

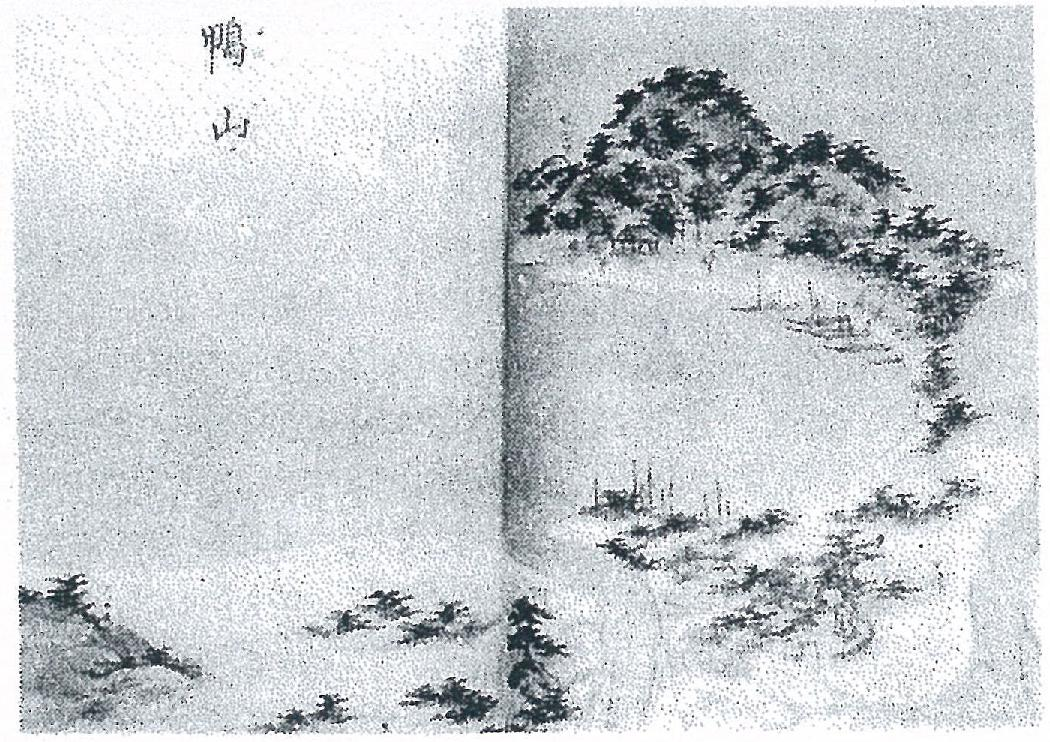
地震で海没したと伝わる鴨島の想像図

万寿地震（まんじゅじしん）は、平安時代に山陰地方石見国で発生したと伝わる地震、大津波である。万寿の大津波（まんじゅのおおつなみ）とも呼ばれる。
従来の日本の地震史や津波史などにも記載されておらず、信憑性の低い史料や口碑による歴史地震とされてきたが、史料の収集や水中考古学調査などが進行しつつある。

## 地震津波の記録
郷土史家矢富熊一郎の著書『柿本人麻呂と鴨山』によれば万寿3年5月23日亥の下刻（ユリウス暦1026年6月10日22-23時頃、グレゴリオ暦1026年6月16日）、高津沖の石見潟が一大鳴動と共に鴨島が水中に没し、大津波が襲来したという。『翁小助問答記』には遠田に柏島と呼ばれる名島があり、鴨島と共に四海波によって打ち崩されたとある。
この大津波によって、高津川河口付近が特に大きな打撃を被り河口から約16km離れた寺垣内まで津波が遡上し、高津、中ノ島、中須の諸海岸が甚大被害であった。専福・安福・福王・妙福・蔵福のいわゆる五福寺はこの津波に押し流され潰滅に帰したという。津波被害は東は現・江津市黒松町付近から、西は現・萩市須佐付近に及ぶという。この津波の伝承は島根県大田市から益田市まで分布しており、「小鯛ヶ迫」、「舟超坂」、「鯨坂」など船や鯨などの打上げを示唆するような地名も存在する。
『石見八重葎』には、江田（現・江津市）付近の伝説として「万寿三年丙寅五月二十三日、古今の大変に長田千軒、此江津今の古江と申す所なり。民家五百軒余、寺社共に打崩す云々。」とある。また現・益田市遠田においては大津波が砂丘を崩して遠田八幡宮の社殿を倒壊、押流し、下遠の郷を浚い、中遠田の山野、草原を洗って貝崎に迫り南進して上遠田、黒石、滑堤の堤防まで押し迫り、引潮の際、低地住民の資材はことごとく流失した。
伝承や津波碑の碑文よる津波到達点の標高から、各地の津波遡上高が推定されている。
| 持石       | 現・益田市高津町 | 神石が流された                                 | 18m    |
| 松崎       | 現・益田市高津町 | 人麻呂の木像が流れ着いた                       | 23m    |
| 安富       | 現・益田市安富町 |                                                | >16.2m |
| 護宝寺     | 現・益田市横田町 | 護宝寺が流された                               | 22m    |
| 船ヶ溢     | 現・益田市横田町 | 船が漂着した                                   | 21m    |
| 遠田八幡宮 | 現・益田市遠田町 | 砂丘は崩れ社殿が押流された『柿本人麻呂と鴨山』 | 10-12m |
| 貝崎       | 現・益田市遠田町 | 水田に津波が到達した                           | 22m    |
| 黒岩       | 現・益田市遠田町 | 津波石                                         | 25m    |
| 二艘船     | 現・益田市木部町 | 二艘の船が打ち上げられた                       | 12.2m  |

## 調査・研究
この地震、津波によって益田沖の鴨島、鍋島および柏島が沈んだと伝わり、島の沈没伝説がある地震としては他に701年大宝地震、1586年天正地震、1596年慶長豊後地震および1771年八重山地震などがある。マグニチュードはこれら沈没伝説のある地震の規模に匹敵するものと考えられ、少なくとも1871年浜田地震よりは大規模で M = 7.5 - 7.8 程度、震央は（北緯34.8°, 東経131.8°）の益田沖であろうと推定されている。 
周布・長浜・浜田付近では津波に関する口碑が確認されず、その東西に位置する、東方の下府・都野津から黒松の沿岸および西方の高津から三隅までは著しい津波の伝承が存在し、浜田付近の隆起とその両側である高津および黒松付近の沈降を示唆し、この隆起沈降の地殻変動パターンは浜田地震に類似するとされる。
今村・飯田の津波規模で m = 3 と推定され、日本海で発生した津波としては最大級に属するとされる。
益田平野のトレンチ調査から、河成堆積物や湿地堆積物の間に挟まれた津波堆積物と推定される砂を含む荷重変形構造を示す堆積物が見いだされた。この堆積物の放射性炭素年代測定は930±80y.B.P.（1020年頃）を示し、万寿津波の存在を示すものとされる。
益田川河口約1km沖の浅瀬である大瀬が鴨島の跡であると仮定され、鴨島遺跡学術調査として海底潜水調査が行われ、水深は最浅部で4m程であり、新第三紀中新統・益田層群の砂岩・泥岩と北東-南西方向をなす玄武岩脈の分布が確認され、島あるいは半島の痕跡の可能性があると推測されたが、鴨島跡と断定できないとされた。